# Чувар иконе светог Ђорђа
Чувар иконе светог Ђорђа је предстојећи српски драмски филм редитељке Јелене Бајић Јочић по сценарију Радоша Бајића.
Премијера се очекује током јесени 2025 године.

## Радња
Филм прати живот малог-великог човека са обронака планине Радан, на крајњем југу Србије, Станоја Рељића, који постаје парадигма злехуде човекове судбине, права на живот и исконске борбе за опстанак на прадедовском огњишту. Препуштен сам себи, затурен и остављен, он не жели да поклекне и бранећи крсну славу, част, достојанство и право на слободу, брани универзалне принципе живота...

## Улоге
| Глумац                 | Улога            |
| ---------------------- | ---------------- |
| Радош Бајић            | Станоје Рељић    |
| Александар Филимоновић | Слађан Рељић     |
| Миона Марковић         | инспекторка Соња |
| Александар Ђурица      | Живко Јанковић   |
| Славиша Чуровић        |                  |
| Бранко Јанковић        |                  |
| Вјера Мујовић          |                  |
| Недељко Бајић          | инспектор Зорић  |
| Чубрило Чупић          |                  |
| Страхиња Бичанин       |                  |
| Мирослав Јовић         |                  |
| Јована Поповић         |                  |
| Данило Петровић        |                  |
| Александар Стевановић  |                  |
| Александар Маринковић  |                  |
| Милош Танасковић       |                  |
| Сава Стојановић        |                  |
| Драгослав Илић         |                  |
| Катарина Митић         |                  |
| Марко Радојевић        | млади полицајац  |